# Alfredo F. Mayo
Alfredo F. Mayo (Madrid, 22 de abril de 1943) es un cineasta y director de fotografía español, que a menudo ha sido acreditado también como Alfredo Fernández Mayo y Alfredo Mayo.

## Trayectoria
A comienzos de su carrera, Mayo trabajó con muchos directores diferentes, en películas pocos conocidas como segundo operador de Teo Escamilla y José Luis Alcaine hasta el 1984, cuando fue director de fotografía a La conquista de Albania. El 1991 ganó el Goya a la mejor fotografía por Las cartas de Alou (1990). Posteriormente, fue también nominado a los Premios Goya, por El maestro de esgrima en 1992 y por El misterio Galíndez en 2003.
El 1991, trabajó como director de fotografía en Tacones lejanos de Pedro Almodóvar y, posteriormente, en Kika (1993). En este momento también empezó a filmar por Marcelo Piñeyro, a Caballos salvajes; Mayo pasó a ser el cinematógrafo con quién Piñeyro trabajó en todas las películas que dirigió él mismo (excepto Historias de Argentina en vivo), incluidas las aclamadas por la crítica Plata quemada (2000) y Kamchatka (2002).
Posteriormente colaboró con el director Gerardo Herrero, para quien fue director de fotografía en diez películas entre 1994 y 2006. Mayo también ha trabajado con Fernando León de Aranoa en tres ocasiones (Barrio el 1998, Familia el 1996, y la premiada Los lunes al sol en 2002).

## Reconocimientos
Aparte del Premio Goya a la mejor fotografía por Las Cartas de Alou (1991) y dos nominaciones más, Mayo ganó tres Cóndor de Plata de la Asociación de Cronistas Cinematográficos de la Argentina por las películas de Piñeyro Cenizas del paraíso (1998), Plata quemada (2001) y Kamchatka (2003).
También recibió tres medallas del Círculo de Escritores Cinematográficos a la mejor fotografía por El maestro de esgrima (1993). El aliento del diablo (1994), y Cuando vuelvas a mi lado (1999). En 2003, fue nuevamente nominado al premio por Los lunes al sol.
Además ganó la Concha de Plata a la mejor fotografía por Cuando vuelvas a mí lado 1999 al Festival Internacional de Cine de San Sebastián, y por Plata quemada 2001 al Festival Internacional del Nuevo Cine Latinoamericano de La Habana.

## Filmografía
- La conquista de Albania (1984)
- El Lute: camina o revienta (1987)
- Ke arteko egunak (1989)
- Tacones lejanos (1991)
- Las cartas de Alou  (1991)
- El maestro de esgrima (1992)
- Kika (1993)
- El aliento del diablo (1994)
- Cachito (1996)
- Cenizas del paraíso (1998)
- Cuando vuelvas a mi lado (1999)
- Las razones de mis amigos (2000)
- Almejas y mejillones (2000)
- Adiós cono el corazón (2000)
- Plata quemada (2000)
- Antigua vida mía (2001)
- Kamchatka (2002)
- Los lunes al sol (2002)
- El lugar donde estuvo el paraíso (2002)
- El misterio Galíndez (2003)
- El principio de Arquímedes (2004)
- El método (2005)
- Heroína (2005)
- Una rosa de Francia (2005)
- Los aires difíciles (2006)